# Nitrato de titanio(IV)
El nitrato de titanio(IV) es un compuesto inorgánico de fórmula Ti(NO3)4. Es un sólido incoloro y diamagnético que sublima con facilidad. Es un ejemplo inusual de nitrato de metal de transición binario volátil. Las especies mal definidas denominadas nitrato de titanio(IV)se producen al disolver titanio o sus óxidos en ácido nítrico.

## Preparación
De manera similar a su método original, el Ti(NO3)4 se prepara mediante la nitración de tetracloruro de titanio utilizando pentóxido de dinitrógeno o nitrato de cloro: 
TiCl4 + 4 N2O5 → Ti(NO3)4 + 4 ClNO2
El nitrato de titanio(IV)hidratado, la sal de nitrato del acuo-complejo [Ti(H2O)6]3+, se produce al disolver compuestos de titanio en ácido nítrico.

## Estructura
El complejo tiene simetría D2d, con cuatro ligandos nitrato bidentados. Las distancias N-O son 1,29 Å y 1·185 Å. 

## Propiedades físicas
Es soluble en disolventes no polares como el tetracloruro de silicio y el tetracloruro de carbono.

## Reacciones
El nitrato de titanio(IV)es higroscópico y se convierte en hidratos mal definidos. El material anhidro es muy reactivo, incluso con hidrocarburos. El nitrato de titanio(IV)también reacciona con el n-dodecano, p-diclorobenceno, anisol y el bifenilo.
Se descompone térmicamente en dióxido de titanio.

## Otras lecturas
- Partington, J. R.; A. L. Whynes (1949). «660. Reactions of nitrosyl chloride. Part II». Journal of the Chemical Society (Resumed): 3135. ISSN 0368-1769. doi:10.1039/JR9490003135.
- Dauerman, L.; G.E. Salser (1973). «Mass spectra of covalent inorganic nitrates: copper(II) nitrate and titanium(IV) nitrate». Journal of Inorganic and Nuclear Chemistry 35 (1): 304-306. ISSN 0022-1902. doi:10.1016/0022-1902(73)80643-8.